# Draco taeniopterus
Draco taeniopterus är en ödleart som beskrevs av  Günther 1861. Draco taeniopterus ingår i släktet flygdrakar, och familjen agamer. Inga underarter finns listade i Catalogue of Life.
Denna flygdrake förekommer i södra Asien i Myanmar, Thailand, Kambodja och i den del av Malaysia som ligger på Malackahalvön. Arten lever i låglandet och i bergstrakter. Den vistas i skogar med dipterokarpväxter och i regioner med träd intill skogar.
Individerna är dagaktiva och rör sig 10 meter ovanför marken eller lägre. Med hjälp av flyghuden kan Draco taeniopterus glidflyga. Honor lägger 2 till 4 ägg per tillfälle.
Beståndet hotas regionalt av skogsröjningar. Hela populationen bedöms fortfarande som stor. IUCN kategoriserar arten globalt som livskraftig.